# Horst Matthai Quelle
Horst Matthai Quelle (Hannover, Alemanya, 30 de gener de 1912 - Tijuana, Mèxic, 27 de desembre de 1999) va ser un filòsof alemany en castellà.

## Biografia
Nasqué a la ciutat de Hannover el 30 de gener de 1912.
En la dècada de 1930, davant la crisi econòmica alemanya i l'ascens del nazisme i el feixisme en Europa, s'instal·la en Mèxic, començant a estudiar Filosofia i Psicologia en la Universitat Nacional Autònoma de Mèxic, on compartirà classes amb l'escriptor Carlos Monsiváis i els filòsofs Leopoldo Zea i Emilio Uranga.
En la UNAM va aprovar el doctorat en filosofia. Va fer estudis de sànscrit en el Col·legi de Mèxic, ostentant el grau de magisteri en educació atorgat per la Brigham Young University. En els vuitanta s'instal·la en la ciutat de Tijuana.
Va impartir classes de filosofia en la UNAM, en el Cetys de Tijuana, en la Universitat Iberoamericana, planter Nord-oest (Tijuana) i des de 1986 en la Universitat Autònoma de Baixa Califòrnia.
Influït per Edmund Hegel, Max Stirner, Friedrich Wilhelm Nietzsche i l'opologeta del nazisme Martin Heidegger part de les seves idees aborden aspectes del solipsisme i l'anarquisme. El seu pensament busca ser una fonamentació hermenèutica d'una "tornada a la metafísica", basada en la retraducció i reinterpretació dels presocràtics i Hegel, a qui estaria dedicat un dels volums de la seva sèrie "Pensar i Ésser", de la qual va arribar a acabar quatre volums, als quals planejava agregar "Els infinits mons d'Anaxàgores", "Els atomistes d'Abdera" i un seu estudi al voltant de Hegel.
Mor a Tijuana, Mèxic el 27 de desembre de 1999.

## Obres
Llibres
- "Pensar y ser I. Ensayo de una fenomenología metafísica", ("Pensar i esser I. Assaig d'una fenomenologia metafísica", 1996)
- "Pensar y ser II. La Escuela de Mileto", ("Pensar i esser II. L'Escola de Milet", 1995)
- "Pensar y ser III. Heráclito, el obscuro", ("Pensar i esser III. Heràclit, l'obscur", 1997)
- "Pensar y ser IV. La teoría parmenídea del pensar", ("Pensar i esser IV. La teoria parmenidea del pensar", 1990)
- "Textos filosóficos (1989-1999)", ("Textos filosòfics (1989-1999)", 2003)

Articles
- Organización interempresarial y empleo, article en Paradigmas, de la UABC, n. 10 (1995)
- El humanismo como problema humano, article en Semillero, de la UABC, n. 31 (2000)